# Katharina Jagiellonica

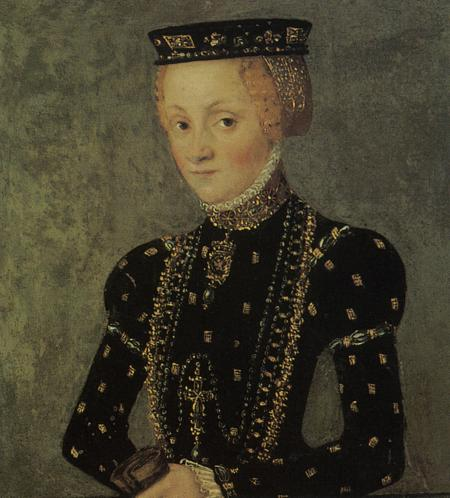
Katharina Jagiellonica, als Herzogin von Finnland und Königin von Schweden

Katharina Jagiellonica (polnisch Katarzyna Jagiellonka, litauisch Kotryna Jogailaitė, schwedisch Katarina Jagellonica av Polen, finnisch Katariina Jagellonica; * 1. November 1526 in Krakau; † 16. September 1583) war eine polnisch-litauische Prinzessin aus dem Adelsgeschlecht der Jagiellonen. Als Gattin von Johann III. Wasa war sie ab 1562 Herzogin von Finnland und ab 1569 Königin von Schweden.

## Leben
Sie wurde als jüngste Tochter von König Sigismund I. von Polen und der italienischen Prinzessin Bona Sforza geboren. Katharina wurde die Frau des schwedischen Prinzen und Herzogs Johann III. Wasa und Mutter des zukünftigen polnisch-litauischen Wahlkönigs, Sigismund III. Wasa. Um ihre Hand bewarb sich auch Zar Iwan IV. von Russland.
Die Hochzeit mit dem schwedischen Prinzen Johann, dem zweiten Sohn König Gustavs I. Wasa und Bruder von König Erik XIV., wurde am 4. Oktober 1562 in Vilnius vollzogen, da Johann wegen seiner unabhängigen Außenpolitik als Herzog von Finnland keine Erlaubnis seines Bruders zu dieser ehelichen Verbindung erhalten hatte. Die Jungvermählten residierten von da ab auf der Burg Turku in Finnland. Johanns Einmischung in Livland bewog den König, seinem Bruder den Krieg zu erklären. Erik entsandte bis zu 10.000 Mann, um die Residenz seines Bruders zu erobern. Am 12. August 1563 kapitulierte die Burg, was schließlich zu Johanns und Katharinas Gefangennahme führte. Beide wurden nach Schweden gebracht und auf Schloss Gripsholm interniert.

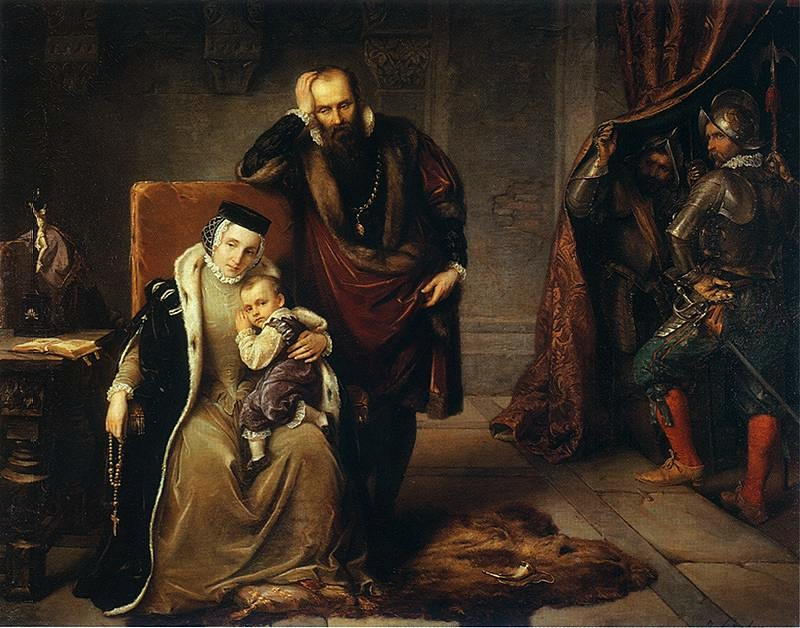
Katharina Jagiellonica auf Schloss Gripsholm mit ihrem Ehemann Johann und Söhnchen Sigismund (Gemälde von Józef Simmler) aus dem 19. Jahrhundert

Ihr erfolgloser Bewerber, Zar Iwan, bemühte sich in diplomatischen Gesprächen mit Erik, die Ehe zwischen Katharina und Johann aufzulösen, um anschließend Katharina selbst zu heiraten. Dies und der geistige Verfall Eriks führten zur wachsender Opposition und Unzufriedenheit innerhalb der Umgebung des Königs. In der Gefangenschaft gebar sie ihr erstes Kind, Isabella (1564–1566). Der ältesten Tochter folgte der Sohn Sigismund (1566–1632), anschließend ihre jüngste Tochter Anna (1568–1625).
Katharina und Johann wurden 1567 freigelassen. 1569, nach der Absetzung Eriks und der Krönung ihres Gatten als König Johann III. von Schweden, war sie bis zu ihrem Tode 1583 gekrönte Königin von Schweden.
Katharina erzog ihren Sohn Sigismund zum leidenschaftlichen Katholiken, der als Sigismund III. Wasa die Geschicke Polen-Litauens für 45 Jahre bestimmen sollte. Nachdem er den schwedischen Thron 1592 bestiegen hatte, entfremdete sein offenkundiger Katholizismus seine evangelisch-schwedischen Untertanen und führte nach der Schlacht von Stångebro 1598 zu seiner Absetzung durch den schwedischen Reichstag 1599. Durch das Scheitern seiner politischen Pläne in Schweden stieg das Land im 17. Jahrhundert zur protestantischen Führungs- und Großmacht in Nordeuropa auf und gab Anlass für langjährige militärische Auseinandersetzungen zwischen Polen und Schweden um die Vorherrschaft im Baltikum und die Erbrechte der katholischen Wasa auf den schwedischen Thron.
Katharina verstarb am 16. September 1583. Sie wurde im Dom zu Uppsala begraben.

## Ehe und Nachkommen
Aus der Ehe mit dem König Johann von Schweden hatte sie folgende Kinder:
- Isabella (1564–1566), schwedische Prinzessin;
- Sigismund (1566–1632), König von Polen und Schweden, Großfürst von Litauen;
- Anna (1568–1625), schwedische Prinzessin.